# Liste der Biografien/Schneider, R
Liste der Biografien |
Portal Biografien |
R Personensuche
# |
A |
B |
C |
D |
E |
F |
G |
H |
I |
J |
K |
L |
M |
N |
O |
P |
Q |
R |
S |
T |
U |
V |
W |
X |
Y |
Z |
?
 
Sa |
Sb |
Sc |
Sd |
Se |
Sf |
Sg |
Sh |
Si |
Sj |
Sk |
Sl |
Sm |
Sn |
So |
Sp |
Sq |
Sr |
Ss |
St |
Su |
Sv |
Sw |
Sy |
Sz
 
Sca–Sce |
Sch |
Sci–Scz
 
Scha |
Schc |
Schd |
Sche |
Schg |
Schi |
Schj |
Schk |
Schl |
Schm |
Schn |
Scho |
Schp |
Schr |
Schs |
Scht |
Schu |
Schv |
Schw |
Schy
 
Schna |
Schne |
Schni |
Schno |
Schnu |
Schny
 
Schneb |
Schnec |
Schned |
Schnee |
Schneg |
Schneh |
Schnei |
Schnek |
Schnel |
Schnep |
Schner |
Schnet |
Schneu |
Schnew |
Schney |
Schnez
 
Schneib |
Schneic |
Schneid |
Schneie |
Schneik |
Schneis |
Schneit
 
Schneida |
Schneide |
Schneidh |
Schneidl |
Schneidm |
Schneidr |
Schneidt
 
Schneidem |
Schneiden |
Schneider |
Schneidew
 
Schneider, A |
Schneider, B |
Schneider, C |
Schneider, D |
Schneider, E |
Schneider, F |
Schneider, G |
Schneider, H |
Schneider, I |
Schneider, J |
Schneider, K |
Schneider, L |
Schneider, M |
Schneider, N |
Schneider, O |
Schneider, P |
Schneider, R |
Schneider, S |
Schneider, T |
Schneider, U |
Schneider, V |
Schneider, W |
Schneider, Y |
Schneiderb |
Schneidere |
Schneiderf |
Schneiderh |
Schneiderl |
Schneiderm |
Schneidero |
Schneiders |
Schneiderw
Die Liste der Biografien führt alle Personen auf, die in der deutschsprachigen Wikipedia einen Artikel haben. Dieses ist eine Teilliste mit 70 Einträgen von Personen, deren Namen mit den Buchstaben „Schneider, R“ beginnt.

## Schneider, R

### Schneider, Ra
- Schneider, Ralf (* 1952), deutscher Fußballspieler
- Schneider, Ralf (* 1962), deutscher Fußballspieler
- Schneider, Ralf (* 1966), deutscher Anglist und Literaturwissenschaftler
- Schneider, Ralf (* 1986), deutscher Fußballspieler
- Schneider, Ralph R. (* 1958), deutscher Paläozeanograph und Klimaforscher
- Schneider, Randy (* 2001), schweizerisch-philippinischer Fussballspieler
- Schneider, Raphael (* 1970), deutscher Schauspieler
- Schneider, Raymond (1922–2010), Schweizer Meteorologe

### Schneider, Re
- Schneider, Regine (* 1952), deutsche Journalistin und Autorin von Sachbüchern
- Schneider, Reiner (* 1942), deutscher Politiker (CDU), MdVK, MdB
- Schneider, Reinhard (1934–2020), deutscher Historiker
- Schneider, Reinhard (* 1948), deutscher Musikwissenschaftler und Musikpädagoge
- Schneider, Reinhard (* 1952), deutscher Autor und Regisseur von Dokumentarfilmen und Hörfunkfeatures
- Schneider, Reinhard (* 1968), deutscher Betriebswirt und Geschäftsführer
- Schneider, Reinhilt (* 1946), deutsche Schauspielerin, Hörspiel- und Synchronsprecherin
- Schneider, Reinhold (1903–1958), deutscher SchriftstellerReinhold Schneider (1903–1958)

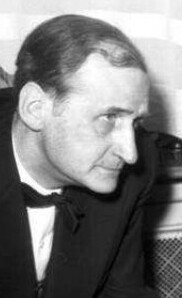
Reinhold Schneider (1903–1958)

- Schneider, Renate (* 1939), deutsche Turnerin
- Schneider, Renate (* 1939), deutsche Politikerin (LDPD, FDP), MdL
- Schneider, Renate (* 1944), deutsche Politikerin (DSU) und ehemalige Abgeordnete der Volkskammer der DDR
- Schneider, René (1913–1970), chilenischer General
- Schneider, René (* 1938), luxemburgischer Fußball-Nationalspieler und Fußballtrainer
- Schneider, René (* 1973), deutscher Fußballspieler
- Schneider, René (* 1976), deutscher Rechtsanwalt und Politiker (SPD), MdL
- Schneider, Reto U. (* 1963), Schweizer Wissenschaftsjournalist

### Schneider, Ri
- Schneider, Richard (1823–1911), deutscher Jurist, Mitglied der Ersten Kammer der Badischen Ständeversammlung
- Schneider, Richard (1835–1917), deutscher Klassischer Philologe und Gymnasialdirektor
- Schneider, Richard (1848–1929), deutscher Ingenieur für Gasfeuerungsanlagen
- Schneider, Richard (1876–1941), deutscher Landwirt und Politiker (KPD)
- Schneider, Richard (* 1884), deutscher Komponist und Musikpädagoge
- Schneider, Richard (1893–1987), deutscher römisch-katholischer Geistlicher, im KZ Dachau inhaftiert
- Schneider, Richard (1903–1998), deutscher Bauunternehmer und diplomierter Ingenieur
- Schneider, Richard (1919–1982), deutscher Fußballspieler und Trainer
- Schneider, Richard C. (* 1957), deutscher Journalist, Autor, Dokumentarfilmer und Leiter von ARD-Studios
- Schneider, Richard Ludwig (1857–1913), deutscher Komponist und Musikpädagoge

### Schneider, Ro
- Schneider, Rob (* 1963), US-amerikanischer Schauspieler und DrehbuchautorRob Schneider (* 1963)

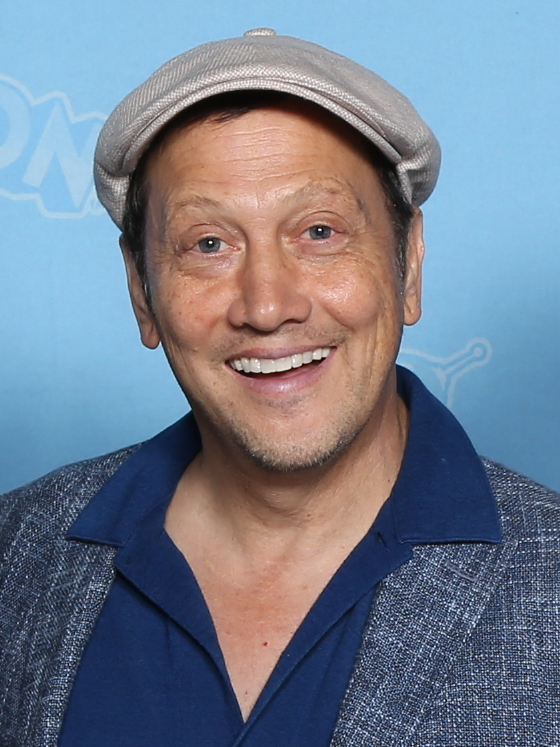
Rob Schneider (* 1963)

- Schneider, Robert (1807–1871), deutscher Jurist und Politiker, Justizminister im Königreich Sachsen
- Schneider, Robert (1809–1885), deutscher Maler
- Schneider, Robert (1868–1945), österreichischer Politiker (CSP) und Sägewerkbesitzer, Landtagsabgeordneter zum Vorarlberger Landtag
- Schneider, Robert (1875–1945), deutscher Schriftsteller und Dichter
- Schneider, Robert (* 1944), US-amerikanischer Radrennfahrer
- Schneider, Robert (1944–2021), deutscher Maler und Zeichner
- Schneider, Robert (* 1961), österreichischer SchriftstellerRobert Schneider (* 1961)

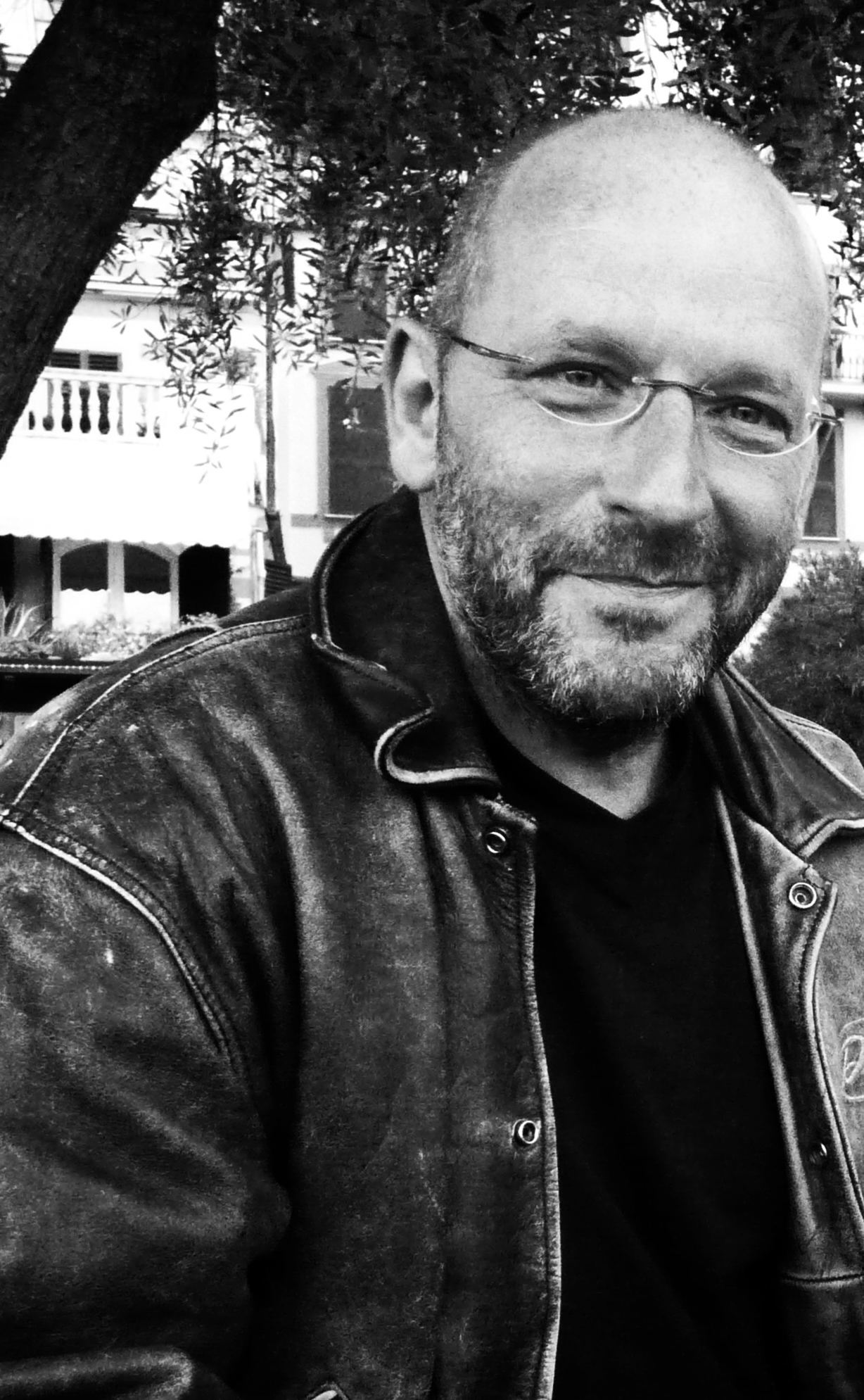
Robert Schneider (* 1961)

- Schneider, Robert (* 1976), deutscher Journalist
- Schneider, Robert von (1854–1909), österreichischer Klassischer Archäologe
- Schneider, Roger (1910–2005), Schweizer Schriftsteller
- Schneider, Roger (1983–2020), Schweizer Speedskater
- Schneider, Roland (1937–2015), deutscher Jazzpianist
- Schneider, Roland (1939–2007), deutscher Japanologe
- Schneider, Rolf, deutscher Medizinpädagoge
- Schneider, Rolf (* 1932), deutscher Schriftsteller
- Schneider, Rolf (* 1936), Schweizer Politiker
- Schneider, Rolf (* 1940), deutscher Mathematiker
- Schneider, Rolf (* 1943), deutscher Offizier, Generalmajor der Bundeswehr
- Schneider, Rolf Michael (* 1950), deutscher Klassischer Archäologe
- Schneider, Romain (* 1962), luxemburgischer Politiker, Mitglied der Chambre
- Schneider, Roman (* 1982), Schweizer Radballer
- Schneider, Romy (1938–1982), deutsch-französische Schauspielerin und SynchronsprecherinRomy Schneider (1938–1982)

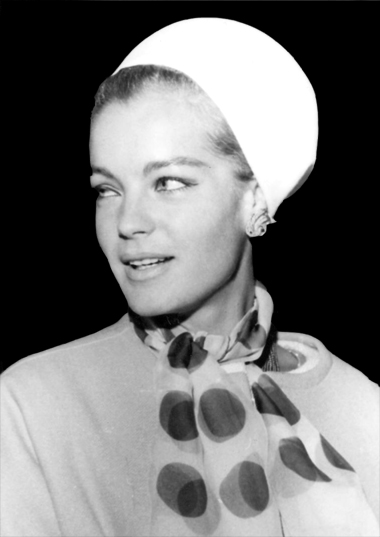
Romy Schneider (1938–1982)

- Schneider, Ronnie (* 1994), US-amerikanischer Tennisspieler
- Schneider, Rosina (* 2004), deutsche Leichtathletin
- Schneider, Roy L. (1939–2022), US-amerikanischer Politiker

### Schneider, Ru
- Schneider, Rudi (1908–1957), österreichischer Motor-Mechaniker und parapsychologisches Medium
- Schneider, Rudibert (1914–1978), deutscher Politiker (GB), MdL
- Schneider, Rudolf (1852–1911), deutscher Militärhistoriker und Gymnasiallehrer
- Schneider, Rudolf (1875–1956), deutscher Jurist und Oberlandesgerichtspräsident Hamm
- Schneider, Rudolf (1881–1955), tschechischer Astronom, Geophysiker, Astrophysiker, Mathematiker, Klimatologie, Meteorologe, Hochschullehrer, Seismologe, Zeitmessungsspezialist und Wissenschaftsvermittler
- Schneider, Rudolf (1882–1917), deutscher Marineoffizier
- Schneider, Rudolf (* 1916), deutscher Fußballspieler
- Schneider, Rudolf (1921–1986), deutscher Fußballspieler
- Schneider, Rudolph (1876–1933), deutscher Volkswirt, Manager und Politiker (DVP), MdR
- Schneider, Rudy (* 2000), deutscher Volleyball- und Beachvolleyballspieler